# 新波苏
新波苏是巴西南大河州的一个市镇。总面积106.532平方公里，总人口2017人，人口密度18.9人/平方公里。